# Dobšice u Znojma
Dobšice (deutsch Klein Teßwitz) ist eine Gemeinde im Okres Znojmo (Bezirk Znaim), Jihomoravský kraj (Region Südmähren) in der Tschechischen Republik. Sie liegt etwa 1,5 km südöstlich der Stadt Znojmo und etwa 9 km von der Grenze zu Österreich entfernt. Der Ort ist als ein Mehrstraßendorf angelegt.

## Geschichte
Die Anlage des Ortes und die 1945 gesprochene Ui-Mundart (bairisch-österreichisch) mit ihren speziellen Kennwörtern weisen auf eine Besiedlung durch bayrische deutsche Stämme hin, wie sie um 1050, aber vor allem im 12/13. Jahrhundert erfolgte. Im Jahre 1190 wurde der Ort zum ersten Mal unter den Stiftungsgütern des Klosters Bruck erwähnt. Der Ort blieb bis zur Auflösung der Klöster, 1784, unter Kaiser Joseph II. unter der Herrschaft des Klosters Bruck. Während der Zeit der Reformation galt der Ort ab dem Jahre 1580 als lutherisch, doch bereits ab 1610 wurde Klein Teßwitz wieder katholisch. Im Dritten Koalitionskrieg wurde der Ort 1805 von russischen Truppen geplündert, während im Jahre 1809 die Schlacht bei Znaim bei Klein-Teßwitz ausgetragen wurde. Hierbei wurde während der Kampfhandlungen der Ort in Brand geschossen.
1832 vernichtete ein Feuer mehrere Häuser im Ort. Im Jahre 1834 wütete die Cholera und forderte viele Opfer unter den Teßwitzern. Während des Deutsch-Österreichischen Krieges besetzten preußische Truppen Teßwitz. Diese schleppten abermals die Cholera in den Ort ein. Eine Freiwillige Feuerwehr wurde im Jahre 1891 gegründet.
Im Laufe der Jahrhunderte änderte sich die Schreibweise des Ortes mehrmals. So schrieb man bis 1678 „Tesznitz“. Der Zusatz „Klein-“ wurde im Jahre 1846 in einer Kanzlei-Niederschrift in Znaim zum ersten Mal verwendet. Dies wurde eingeführt um den Ort vom gleichnamigen „Teßwitz an der Wiese“ zu unterscheiden.
Nach dem Ersten Weltkrieg und dem Friedensvertrag von Saint Germain, 1919, wurde der Ort, dessen Bewohner im Jahre 1910 ausschließlich Deutschsüdmährer waren, Bestandteil der neuen Tschechoslowakischen Republik. Durch die Neubesetzung von Beamtenposten und durch die nahen Industrieanlagen in Znaim kam es in der Zwischenkriegszeit zu einem vermehrten Zuzug von Personen tschechischer Nationalität. Bei den Landtagswahlen 1928 erhielten die deutschen Parteien 342 und die tschechischen Parteien 46 Stimmen. Bis zur Errichtung der Frainer Talsperre litt die Gemeinde unter Eisstößen und Überschwemmungen. Nach dem Münchner Abkommen, kam der Ort 1938 an das Deutsche Reich und wurde Teil des Landkreises Znaim. Am 1. April 1939 wurde der Ort nach Znaim eingemeindet.
Im Zweiten Weltkrieg hatte der Ort 51 Opfer zu beklagen. Nach dessen Ende, am 8. Mai 1945, kamen die im Münchner Abkommen an Deutschland übertragenen Territorien wieder zur Tschechoslowakei zurück. Bis auf 50 Personen flohen alle deutschen Ortsbewohner vor den einsetzenden Nachkriegsexzessen durch militante Tschechen oder wurden über die Grenze nach Österreich vertrieben. Durch Misshandlungen kamen drei Zivilpersonen zu Tode. Zwischen dem 9. Juli und dem 27. August 1946 wurden die letzten 50 Personen über Znaim nach Deutschland vertrieben. Der Ort wurde neu besiedelt. Die in Österreich befindlichen Ortsbewohner wurden, bis auf einen kleinen Teil, in Übereinstimmung mit den ursprünglichen Überführungs-Zielen des Potsdamer Kommuniqués nach Deutschland weiter transferiert. Seit 2006 hat das Unternehmen Vinařství Lahofer seinen Sitz im Ort.
Matriken werden seit 1580 geführt. Alle Geburts-, Trauungs- und Sterbematriken bis zum Jahre 1949 befinden sich im Landesarchiv Brünn.

## Wappen und Siegel
Das Gemeindesiegel des Ortes stammte aus dem 19. Jahrhundert. Es zeigt in einer Umschrift ein Winzermesser und eine Traube. Das Siegel wurde aber ab dem Ende des 19. Jahrhunderts nicht mehr verwendet. Ab dem 20. Jahrhundert wurde ein bildloser Schriftstempel, der ab dem Jahre 1920 zweisprachig war, verwendet.

## Bevölkerungsentwicklung
| Volkszählung | Einwohner gesamt | Volkszugehörigkeit der Einwohner | Volkszugehörigkeit der Einwohner | Volkszugehörigkeit der Einwohner |
| Jahr         | Einwohner gesamt | Deutsche                         | Tschechen                        | Andere                           |
| ------------ | ---------------- | -------------------------------- | -------------------------------- | -------------------------------- |
| 1880         | 729              | 712                              | 11                               | 6                                |
| 1890         | 996              | 812                              | 183                              | 1                                |
| 1900         | 924              | 917                              | 4                                | 3                                |
| 1910         | 931              | 931                              | 0                                | 0                                |
| 1921         | 927              | 731                              | 140                              | 56                               |
| 1930         | 1079             | 772                              | 260                              | 47                               |

## Sehenswürdigkeiten

Ansicht der Kapelle des hl. Johannes von Bruckbach

- Kapelle zum hl. Johannes von Bruckbach mit Glockenturm
- Statue des Hl. Johannes von Nepomuk (1733)
- Dreifaltigkeitsmarter (1734)
- Kriegerdenkmal (1920)

## Söhne und Töchter des Dorfes
- Rosa Vogeneder geb. Rauberger (* 1923), Volksmunddichterin.